# Hurts
Hurts — британський синті-поп дует з Манчестера, який складається із вокаліста Тео Хатчкрафта
та музиканта Адама Андерсона. У липні 2009 року їх названо «Band of the Day» на вебсайті британської газети The Guardian. Трохи згодом дует посів четверте місце у голосуванні «BBC Sound of 2010» з піснею «Wonderful Life». Самі музиканти називають свій стиль «Noir'n'b and doom pop». Загалом дебютний альбом гурту «Happiness» потрапив у Топ-10 дванадцяти європейських країн, його продажі перевищили позначку в мільйон копій. Також сингли першого альбому були продані накладом понад 1 мільйон по всьому світу.

## Історія гурту

### 2005—2008: Bureau та Daggers
Тео Хатчкрафт і Адам Андерсон познайомилися незадовго до Різдва 2005 року в інді-клубі «42nd Street». У той час як їхні не дуже тверезі друзі билися надворі, раціональний дует почав говорити про музику. Так, разом з іще трьома учасниками, був створений гурт «Bureau». Впродовж кількох місяців електронною поштою пересилалися лірика та музика пісень. Перший виступ гурту відбувся у травні 2005 року у манчестерському клубі «The Music Box». Незабаром було укладено угоду із незалежним музичним лейблом High Voltage Sounds. Перша платівка «After Midnight»/«Dollhouse» побачила світ у листопаді 2005 року і стала Синглом тижня на радіостанції XFM.
Однак 2007 року «Bureau» розпалися, і Андерсон та Хатчкрафт заснували натомість гурт «Daggers». Уклавши угоду із Label Fandango, хлопці записали платівку «Money»/«Magazine». Не потрапивши в чарти, платівка все ж була номінована Popjustice на здобуття £20 Music Prize. Згодом гурт співпрацював із продюсерами Richard X та Biffco. Однак після провалу в Лондоні хлопці на цілий рік повертаються у Манчестер заради створення нового проекту. Записавши пісню «Unspoken», вони збагнули, що саме таким і має бути їх новий саунд, після чого 30 січня 2009 року офіційно оголосили про остаточне розформування «Daggers».

### 2009: поява Hurts
Вже під назвою Hurts дует записав аматорське відео для пісні «Wonderful Life» із танцівницею, що відгукнулася на оголошення у вітрині магазину. Дует виплатив їй 20£ за зйомки. Після завантаження на каналі YouTube 21 квітня 2009 року відео стало вірусним, а в липні Hurts підписали контракт з RCA. Відтоді відео переглянули понад 21 мільйон разів на YouTube, що зробило його одним із Top-200 найпопулярніших відео за всю історію сайту.
Хоча Тео і Адам вирішили не влаштовувати концертних виступів, допоки не запишуть достатньої кількості пісень, вони поступово здобували все нових і нових прихильників, завантажуючи демо-версії на своїй сторінці у Myspace. 27 липня вони були названі Гуртом Дня газетою The Guardian. Це допомогло наростанню ажіотажу навколо дуету, а 7 грудня оголошено, що вони потрапили переліку Sound of… 2010 року, щорічного опитування музичних критиків і діячів, проведеного BBC. Після прем'єри на BBC Radio 1 «Wonderful Life», Hurts запросили для запису у Maida Vale Studios для радіо-шоу Х'ю Стівенса, де вперше в ефірі прозвучали пісні «Illuminated» та «Silver Lining».

### 2010—2012: альбом «Happiness»
2010 рік розпочався із четвертої сходинки в опитуванні «Sound of 2010», де Hurts поступилися Еллі Голдинг, Marina and the Diamonds та Delphic. 7 січня DJ Zane Lowe представив пісню «Blood, Tears & Gold» у своїй програмі «Найгарячіший запис у світі». Через три дні було завантажено ще одне аматорське відео гурту. 18 січня Hurts відіграли свій перший концерт у Michalsky Stylenite в Берліні, а потім у Церкві Св. Філіппа в Манчестері 22 лютого. Невдовзі відбулися концерти в Wiltons Music Hall в Лондоні, а також знову у Берліні та Кельні.
У березні «Wonderful Life» був випущений на радіо в різних європейських країнах. Як пояснив газеті Music Week менеджер Метт Вейнз, вони прагнули просувати гурт одночасно в Європі та Азії. Сингл швидко став радіо-хітом в Данії, Кіпрі і Росії. 10 березня відбулася прем'єра синглу «Better Than Love» у шоу Хью Стівенса на BBC Radio 1. Він дебютував під номером 50 у чарті синглів Великої Британії.
Після величезного успіху на грецькому радіо, Hurts були запрошені виступити на церемонії MAD Video Music Awards 15 червня в Афінах перед аудиторією 11000 осіб. Крім того в червні було оголошено, що Кайлі Міноуг зробила спільний запис із гуртом, пісню «Devotion», яка мала увійти у дебютний альбом. Крім того спеціально для вебсайту газети Sun Hurts записали кавер-версію для пісні Кайлі Міноуг «Confide In Me». З того часу «Confide In Me» регулярно включалася гуртом у сет-ліст концертів.
У жовтні Hurts вирушили у свій перший повноцінний загальнобританський тур. У листопаді відбулася прем'єра третього синглу «Stay», який одразу потратив у британський чарт. Тим часом у Німеччині «Wonderful Life» став платиновим за продажами понад 500 000 копій. Також гурт отримав нагороду BAMBI за найкращий міжнародний дебют. Hurts також були номіновані на здобуття MTV Europe Music Awards в категорії Найкращий початківець. Наприкінці 2010 року Hurts виступали на розігріві Scissor Sisters під час туру по Великій Британії та випустили різдвяний сингл «All I Want For Christmas Is New Year's Day» із безкоштовним завантаженням на iTunes.
Альбом «Happiness» потрапив у Британський Топ-30 альбомів у лютому 2011 року після другого загальнонаціонального туру, кількох виступів на телебаченні, в тому числі у The Graham Norton Show, і перемоги в номінації Найкращий новий гурт NME Awards 23 лютого, де вони також виконали «Wonderful Life». Четвертий сингл альбому «Sunday» випущений у Великій Британії 27 лютого і дебютував під номером 57, в той час як сингл «Stay» в Німеччині посів третю сходинку. У березні Hurts нагороджені за найкращий міжнародний дебют ECHO Awards в Німеччині. П'ятий сингл, «Illuminated» був випущений у Великій Британії 9 травня, увійшовши в чарт під номером 159, хоча вже здобувши № 68 у вересні 2010 року після використання у трейлері для телеканалу Sky1.
26 червня 2011 року Тео і Адам виступили фестивалі в Гластонбері, їх повний сет показано на каналі BBC Red Button. Читачі музичного журналу NME визнали виступ Hurts найкращим у програмі тогорічного фестивалю, хоча серед інших учасників були U2, Coldplay та Бейонсе. Пізніше NME визнав їх гуртом року. У червня 2011 року вони оголосили на сторінці у Facebook про створення реміксу на пісню «Lonely Lisa» французької поп-діви Мілен Фармер.
Станом на вересень 2011 року було продано 150 000 копій альбому «Happiness» у Великій Британії, а альбом цілий рік залишався у британському Топ-200 альбомів. Обмежений тираж CD/DVD випущений 31 жовтня. Було продано 300 000 копій в Німеччині, заробивши тричі золотий статус. 7 жовтня пісня «Blood, Tears & Gold» випущена як третій сингл у Німеччині.
Hurts вирушила у свій перший повноцінний європейський тур в жовтні 2011 року, виступаючи в Україні, Чехії, Польщі, Німеччині, Литві, Естонії, Фінляндії, Росії, Білорусі, Хорватії, Італії, Греції, Австрії, Швейцарії, Республіці Македонії та Великій Британії. 4 листопада 2011 року Hurts відіграли свій останній концерт в рамках на сцені Brixton Academy, де до них приєдналася Кайлі Міноуг, і вони разом виконали пісні «Devotion» та «Confide in Me». 2012 року Hurts підтвердили участь в кількох фестивалях влітку. Вони відіграли на Summerwell Festival в Румунії (11 серпня), Open Air Zofingen в Швейцарія (12 серпня) і Pildyk Friends Festival в Литві (14 серпня).

### 2012—2017: альбоми «Exile» та «Surrender»
У вересні 2012 року Hurts підтвердили, що розпочали записи наступного альбому. Цього разу вони знову працювали з продюсером Джонасом Квантом. 14 грудня 2012 року Hurts оголосили, що їх другий студійний альбом Exile буде представлений 11 березня 2013 року та стане доступним для попереднього замовлення через Itunes. 14 грудня 2012 на YouTube з'явилося промо-відео нового альбому, у якому звучала цілком нова пісня «The Road» . Перший сингл альбому під назвою «Miracle» дебютував на BBC Radio 1 4 січня 2013 року. Після чого був завантажений на каналі YouTube у той самий день.
8 березня 2013 року відбувся офіційний реліз другого альбому Hurts Exile. На його підтримку від 14 березня розпочався концертний тур містами Європи. 21 березня Hurts офіційно підтвердили, що восени 2013 року розпочнеться найбільший їхній концертний тур Exile Tour, та оприлюднили попередній перелік європейських міст із можливістю передзамовлення квитків.
Гурт продовжив свій «Exile Tour» по всій Європі в жовтні і листопаді 2013 року і березні 2014. У 2015 році гурт випустив альбом Surrender, що отримав схвальні відгуки від журналістів. Зокрема, журналісти музичного порталу Inspired писали: «В третьому альбомі Surrender бенд відійшов від сумних балад, натомість записавши з десяток хітів для дискотек. Та й Тео Хатчкрафту вже набрид образ сумного та нещасного П'єро».

## Учасники гурту
- Тео Хатчкрафт (англ. Theo Hutchcraft, 30 серпня 1986) — вокал[24], з Йоркширу.[25]

- Адам Андерсон (англ. Adam Anderson, 14 травня 1984) — музика (электроніка, гітара)[24], з Манчестеру.[25]

## Концерти
Hurts мають широку географію виступів, хоч і є молодим гуртом. Вони виступали в Японії, майже у всій західній Європі, в Росії та вже більше 10 разів в Україні.
- NME Radar Tour (2010)[26]
- The Night Work Tour — тур Scissor Sisters (2010)[27]
- Happiness Tour (2010—2012)
- Exile Tour (2013—2014)
- Art on Ice[de] Tour (2014)[28]
- Surrender Tour (2015—2016)

### Концерти в Україні
1. 5 квітня 2011 — Київ, Crystal Hall[29];
2. 22 червня 2011 — Одеса, клуб «Ibiza»;
3. 20 жовтня 2011 — Київ, Палац спорту;
4. 12 липня 2013 — Дніпропетровськ, фестиваль The Best City.UA;
5. 5 жовтня 2013 — Київ, Палац спорту;
6. 7 жовтня 2013 — Одеса, Палац споту;
7. 9 жовтня 2013 — Харків, Палац спорту;
8. 7 листопада 2015 — Київ, прямий ефір шоу X-Фактор на каналі СТБ;
9. 3 березня 2016 — Київ, клуб «Stereo Plaza»;
10. 8 липня 2016 — Київ, НСК «Олімпійський» — UPark Festival.
11. 26 липня 2017 — Одеса, клуб «Ibiza».
12. 22 листопада 2017 — Львів, Велотрек СКА.
13. 23 листопада 2017 — Київ, клуб «Stereo Plaza».
14. 22 червня 2018 — Київ, НСК «Олімпійський» — BeLive.
15. 19 липня 2018 — Одеса, клуб «Ibiza».

## Дискографія

### Альбоми
- Happiness (2010)
- Exile (2013)
- Surrender (2015)
- Desire (2017)
- Faith (2020)

### Міні-альбоми
- The Belle Vue EP
- Blind EP

### Сингли
| 2010: - Better Than Love - Wonderful Life - Stay - All I Want For Christmas is New Year's Day 2011: - Sunday 2013: - Miracle - Blind - Somebody to Die For |  | 2015: - «Some Kind of Heaven» - «Rolling Stone» - «Lights» - «Slow» - «Wish» - «Wings» 2017: - «Beautiful Ones» - «Ready to Go» |